# Margalida Crespí
Margalida Crespí Jaume (Palma de Maiorca, 15 de agosto de 1990) é uma nadadora sincronizada espanhola, medalhista olímpica. 

## Carreira
Margalida Crespí representou seu país nos Jogos Olímpicos de 2012, ganhando a medalha de bronze por equipes em Londres. 